# Boubou Sangho
 (mars 2025).
Boubou Sangho est un entrepreneur malien. 

## Biographie

### Enfance, éducation et débuts
Boubou Sangho est originaire de Djenné. Il est titulaire d’une maitrise en droit des affaires de l’Université des Sciences Juridiques et Politiques de de Bamako. 

### Carrière

#### Employé
En 2016, Boubou Sangho travaille à Oryx Energies Mali comme commercial chargé de nouveaux produits. Il est commercial à Voolinks en 2017. 

#### Entrepreneur avec Boubou Lait
Il a été élu meilleure startup d’Afrique 2017 dans le domaine agro lors du African Startup Forum en novembre à Abidjan (Côte d’ivoire). Sélectionné et soutenu par 5000 usd de la Fondation Tony Elumelu, il agrandit les activités de « Boubou Lait », une unité de transformation et de conservation de lait frais en sous-produits comme le lait frais pasteurisé, le lait caillé, le yaourt et le fromage.
Chef de projet de l’organisation Les Leaders de Demain, Boubou Sangho promeut l'entrepreneuriat jeune au Mali. 